# Wafa Sultan
Wafa Sultan (in arabo وفاء سلطان‎?; Damasco, 14 giugno 1958) è una psicologa siriana, molto nota per i suoi interventi critici verso l'Islam su Al Jazeera.

## Biografia
Wafa Sultan è cresciuta in una famiglia musulmana tradizionale a Baniyas, piccola città sul Mediterraneo a due ore da Beirut. Suo padre, devoto musulmano, commerciava in cereali e Wafa Sultan ne ha seguito gli insegnamenti religiosi fino all'età adulta.
La sua vita cambia nel 1979: studentessa di medicina ad Aleppo mentre i Fratelli Musulmani lottano contro il governo del presidente Hafez el-Assad, è testimone dell'assassinio del suo professore proprio da parte dei Fratelli musulmani. Sull'episodio così si esprimerà: "in quel momento ho perduto la fede nel loro dio ed ho iniziato a rimettere in questione tutti i loro insegnamenti. È stata la svolta della mia vita che mi ha portato a diventare quella che sono oggi. Ho dovuto partire. Ho dovuto ricercare un altro dio".
Nel 1989 emigra con la famiglia negli Stati Uniti e si stabilisce in California dove termina i suoi studi in medicina.
Lì comincia a scrivere e si occupa di un sito di riformatori dell'Islam «An-naqed» (la critica) creato da un altro siriano espatriato a Phoenix. Uno dei suoi saggi sui Fratelli musulmani attira l'attenzione di Al-Jazeera che la invita a confrontarsi con un universitario algerino nel luglio 2005. Nel corso dell'incontro, rimette in discussione gli insegnamenti religiosi che spingono i giovani al suicidio in nome di Dio. I suoi commenti sono dibattuti nel mondo intero ed il suo nome comincia a comparire sulla stampa e sui siti internet arabi. La sua reputazione diventa planetaria dopo esser stata invitata nuovamente su Al-Jazeera il 21 febbraio 2006.
Wafa Sultan oggi lavora alla stesura di un libro il cui titolo dovrebbe essere Il prigioniero evaso: quando Dio è un mostro riguardo al quale ha dichiarato:

## L'intervento su Al-Jazeera del 21 febbraio 2006 e l'attività contro l'islamizzazione della nazioni
È a seguito di un intervento provocatorio sulla catena Al-Jazeera del 21 febbraio 2006 che Wafa Sultan è diventata una celebrità internazionale, presentata da alcuni come una voce della ragione, da altri come un'eretica o un'apostata.
La sua intervista è stata scaricata da Internet più di un milione di volte in due settimane e si è diffusa rapidamente. Nell'intervista, tra le altre cose, afferma che i musulmani sono affondati nella barbarie; in controcorrente rispetto alla tesi dello scontro di due civiltà paritarie, la psicologa crede allo scontro tra barbarie e modernità, violenza e ragione.
Se da un lato ha ricevuto il plauso dei musulmani riformatori, dall'altro ha attirato su di sé l'attenzione dei fondamentalisti islamici che hanno minacciato di ucciderla.
Nel 2007 ha partecipato a San Pietroburgo al Secular Islam Summit insieme ad altri pensatori e riformatori musulmani come Ayaan Hirsi Ali, Ibn Warraq e Irshad Manji. Il gruppo ha rilasciato la dichiarazione di San Pietroburgo che esorta i governi mondiali, tra le altre cose, a respingere la legge della Sharia, le Fatwā dei tribunali musulmani, le norme del clero e le religioni di stato in tutte le loro forme; e di opporsi a tutte le pene comminate per blasfemia e apostasia, che ritengono essere in violazione dell'articolo 18 della Dichiarazione Universale dei Diritti Umani.